# Maria von Bismarck

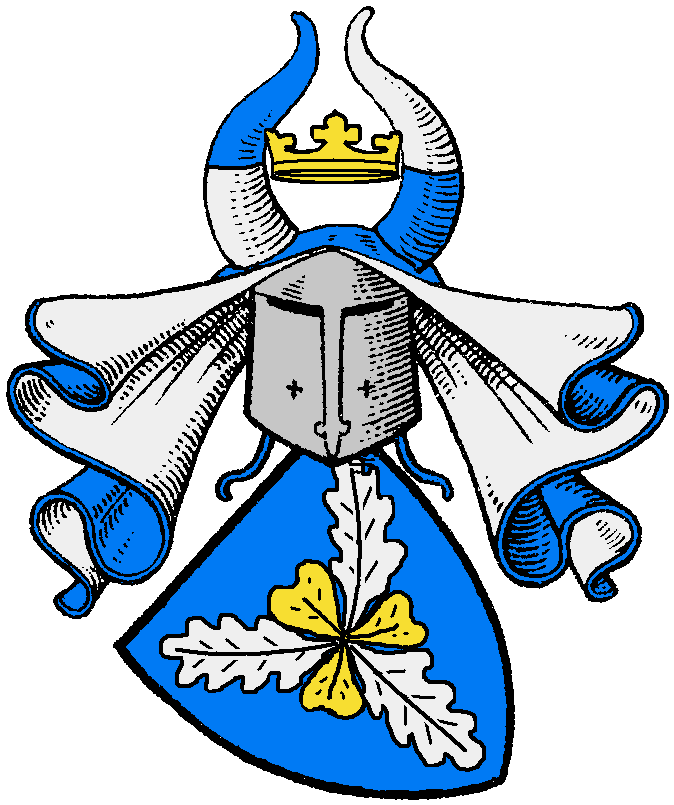
Herb rodu von Bismarck

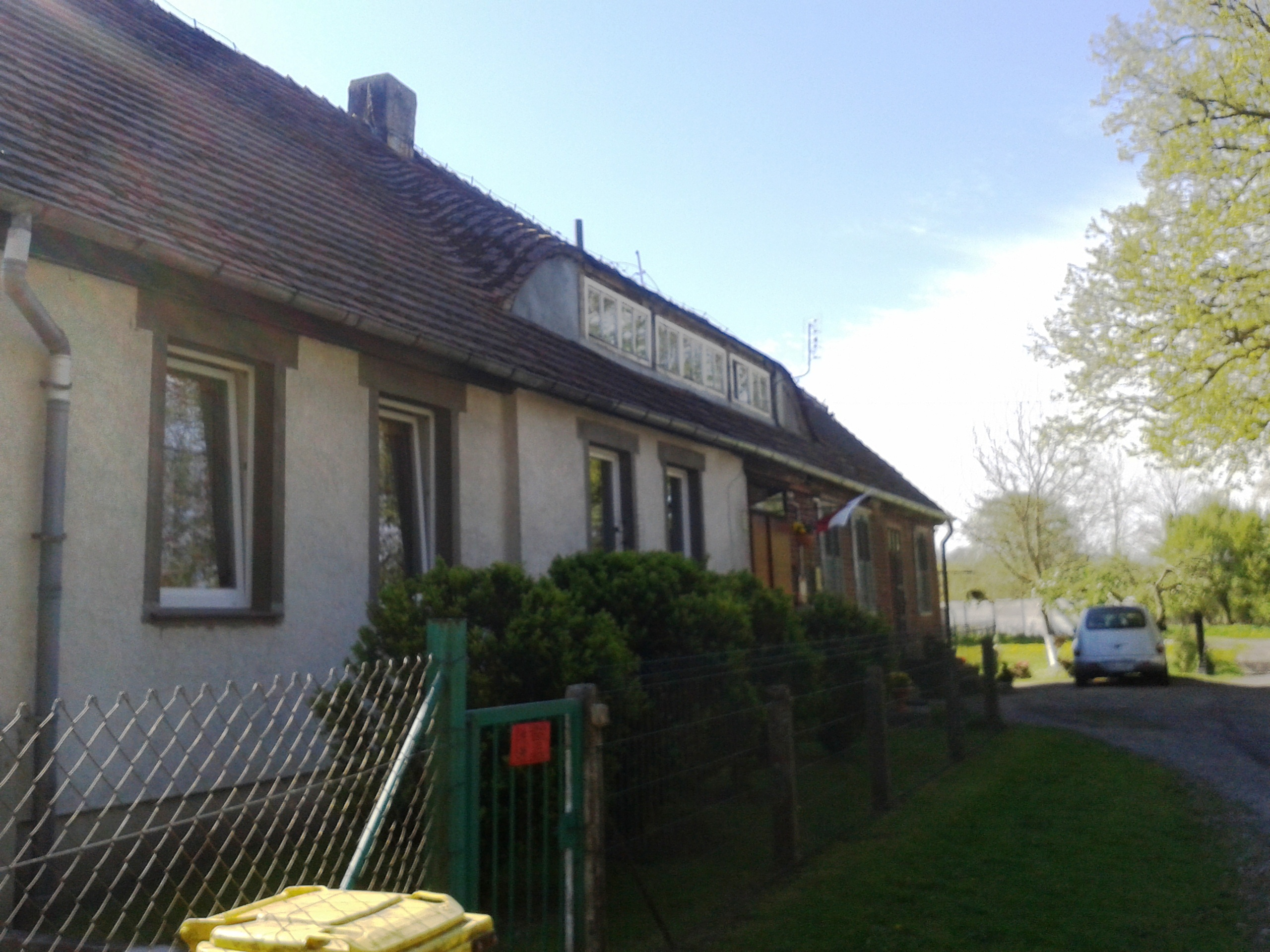
Dom rodziny von Bismarck do roku 1945 – Łosośnica

Maria von Bismarck (ur. 8 maja 1893 w Belgardzie, zm. 4 czerwca 1979 w Wiesbaden) – niemiecka pisarka poruszająca kwestie roli kobiet oraz przeciwniczka nazizmu i członkini Kościoła Wyznającego. Darczyńca Fundacji św. Alojzego Gonzagi w Klasztorze St. Aloysiusstift w Grünhoff, autorka scenariusza Jasełek Łobeskich.
W roku 1912 poślubiła w Szczecinie Herberta von Bismarcka, adoptowanego przez jej matkę Ruth von Kleist-Retzow. Żona starosty powiatu Regenwalde (obecnie powiat łobeski). Od roku 1913 do II wojny światowej związana z ziemią łobeską, gdzie była autorką scenariusza Jasełek Łobeskich, które wystawiane były od roku 1921 w kościele w Łobzie, a później w różnych miejscach Niemiec, także w XXI wieku.

## Rodzina
Maria Ruth Marieagnes Margarete von Bismarck urodziła się Belgardzie (obecnie Białogard) w rodzinie von Kleist-Retzow. Była córką starosty Jürgena Christopha von Kleista-Retzowa (1854–1897) i Ruth von Kleist-Retzow (1867–1945) (z domu von Zedlitz-Trützschler). Miała czworo rodzeństwa: Hansa-Juergena von Kleista-Retzowa, Spes Agnes Charlotte Ehrengard Stahlberg, Konstantina von Kleista-Retzowa i Ruth Ehrengard Jenny von Wedemeyer. Była matką czworga dzieci: Luitgarde von Schlabendorff, Hansa Ottona Konstantina von Bismarcka, Marii von Bismarck i Herberta Dankwarta von Bismarcka. Zmarła w roku 1979 w Wiesbaden.